# Registrador de domínios

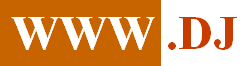
Exemplo de domínio na Internet.

Registrador de domínios (português brasileiro) ou registador de domínios (português europeu) ou registrar é um tipo de empresa que gerencia a reserva de nomes de domínio da internet. Estas empresas são credenciadas à ICANN e operam de acordo com as regras determinadas pelo seu NIC designado.